# Peru (Kansas)
Peru è un comune (city) degli Stati Uniti d'America della contea di Chautauqua nello Stato del Kansas. La popolazione era di 139 persone al censimento del 2010.

## Geografia fisica
Peru è situata a 37°04′53″N 96°05′47″W (37.081299, -96.096277).
Secondo lo United States Census Bureau, ha un'area totale di 0.32 miglia quadrate (0.83 km²).

## Storia
Peru è stata fondata nel 1870. Prende questo nome dalla città natale di E. R. Cutler, presidente di una compagnia in città, che proveniva dalla città di Peru nell'Illinois.

## Società

### Evoluzione demografica
Secondo il censimento del 2010, c'erano 139 persone.

### Etnie e minoranze straniere
Secondo il censimento del 2010, la composizione etnica della città era formata dall'82,0% di bianchi, l'8,6% di nativi americani, lo 0,7% di altre razze, e l'8,6% di due o più etnie. Ispanici o latinos di qualunque razza erano il 3,6% della popolazione.